# Transformation par polaires réciproques
Pour les articles homonymes, voir Polaire.
En mathématiques, et plus précisément en géométrie, la transformation par polaires réciproques est une transformation associant à une courbe une autre courbe construite à l'aide des droites tangentes à la première. La courbe image s'appelle la courbe duale de la courbe de départ.

## Définition
On considère une courbe plane Γ0. La courbe polaire au point M0 (x0(t), y0(t)) de Γ0 par rapport à un cercle (C) (ou de cercle directeur (C)) est l'enveloppe des polaires des points de Γ0 par rapport à (C) ; c'est donc l'ensemble des pôles des tangentes à Γ0 par rapport à (C).
Equations
La polaire par rapport au cercle de centre O et de rayon r et un point M0 (x0, y0) est la droite des points M (x , y) tels que x0x + y0y = r2.
Si M0(x0(t), y0(t)) est le point courant d'une courbe Γ0, le point courant M(x(t), y(t)) de la polaire de Γ0 est défini, en coordonnées cartésiennes, par
{\displaystyle {\begin{cases}x(t)={\dfrac {r^{2}}{x_{0}(t)y_{0}'(t)-y_{0}(t)x_{0}'(t)}}y_{0}'(t)\\y(t)=-{\dfrac {r^{2}}{x_{0}(t)y_{0}'(t)-y_{0}(t)x_{0}'(t)}}x_{0}'(t)\end{cases}}}
soit, en coordonnées complexes :
{\displaystyle z(t)=2r^{2}{\frac {z_{0}'(t)}{z_{0}'(t){\overline {z_{0}(t)}}-z_{0}(t){\overline {z_{0}'(t)}}}}.}
La « polarisation » échange donc les notions de point d'une courbe et de tangente à la courbe.

### Polaire d'une conique
La polaire d'une conique par rapport à un cercle centré en un foyer de la conique est un cercle centré au pôle de la directrice.

## Propriétés
- La transformation par polaires réciproques est une involution : la polaire d'une polaire par rapport au même cercle est égale à la courbe de départ.
- La polaire n'est pas à confondre avec la courbe inverse. D'ailleurs, l'inverse de la polaire par rapport au même cercle est la courbe podaire.
- La polaire d'une courbe algébrique est une courbe algébrique dont le degré est égal à la classe de la courbe de départ (c'est-à-dire le degré de l'équation tangentielle).

## Exemples
| Courbe de départ                   | Position du centre du cercle directeur par rapport à la courbe de départ | Position du centre du cercle directeur par rapport à la polaire | Polaire                                 |
| ---------------------------------- | ------------------------------------------------------------------------ | --------------------------------------------------------------- | --------------------------------------- |
| Droite (polaire du point)          | Hors de la droite                                                        | Différent du point                                              | Point (pôle de la droite)               |
| Conique                            |                                                                          |                                                                 | Conique                                 |
| Conique                            | Foyer de la conique                                                      |                                                                 | Cercle                                  |
| Conique                            | À l'intérieur de la conique (i.e. dans une région contenant un foyer)    |                                                                 | Ellipse                                 |
| Conique                            | À l'extérieur de la conique                                              |                                                                 | Hyperbole                               |
| Conique                            | Sur la conique                                                           |                                                                 | Parabole                                |
| Cardioïde                          | Point de rebroussement                                                   | Foyer au 8/9e du segment joignant le point double au sommet     | Cubique de Tschirnhausen                |
| Cardioïde                          | Centre du cercle conchoïdal                                              | Foyer                                                           | Trisectrice de Maclaurin                |
| Deltoïde                           | Centre                                                                   | Sommet                                                          | Cubique duplicatrice                    |
| Astroïde                           | Centre                                                                   | Centre                                                          | Cruciforme                              |
| Cycloïde à centre                  | Centre                                                                   | Centre                                                          | Épi                                     |
| Spirale sinusoïdale de paramètre α | Centre                                                                   | Centre                                                          | Spirale sinusoïdale de paramètre -α/α+1 |

## Extensions aux surfaces tridimensionnelles
Le concept de polaire réciproque peut être étendu aux surfaces dans l'espace ; la surface transformée devient alors une autre surface,.